# Steve Furness
Steve Furness (Providence, 5 de dezembro de 1950 – Pittsburgh, 9 de fevereiro de 2000) foi um jogador profissional de futebol americano estadunidense.

## Carreira
Steve Furness foi campeão da temporada de 1979 da National Football League jogando pelo Pittsburgh Steelers.